# 突角镜蛤
突角镜蛤（學名：Dosinia cumingii），或作
突角镜文蛤（學名：Dosinorbis cumingii），
是帘蛤目帘蛤科的一种。
曾被劃歸镜蛤亚科的镜文蛤属，但現時合併至镜蛤属。
主要分布于中国大陆、台湾，常栖息在潮间带至潮下带。